# Edgaras Česnauskis
Edgaras Česnauskis (født 5. februar 1984 i Kuršėnai, Sovjetunionen) er en litauisk tidligere fodboldspiller (angriber). 
Česnauskis startede sin karriere i hjemlandet hos Ekranas, inden han fra 2003-2005 spillede hos ukrainske Dynamo Kyiv. Han tilbragte resten af sin karriere i Rusland, hvor han blandt andet var tilknyttet FC Moskva og FC Rostov.
For Litauens landshold spillede Česnauskis 45 kampe og scorede fem mål i perioden 2003-2013.